# 1230年代
1230年代（せんにひゃくさんじゅうねんだい）は、西暦（ユリウス暦）1230年から1239年までの10年間を指す十年紀。

## できごと
- 西アフリカにて、マリ帝国が成立。

### 1231年
- ホラズム・シャー朝のジャラールッディーン・メングベルディーが東部アナトリアのディヤルバクルで殺害され、ホラズム・シャー朝が滅亡する。
- 日本にて、鎌倉時代最大の飢饉である「寛喜の飢饉」が始まり、翌年まで続く。

### 1232年
- 8月27日（貞永元年8月10日）  : 日本にて、鎌倉幕府が御成敗式目（貞永式目）を制定。
- 11月17日（貞永元年10月4日） : 日本にて、後堀河天皇が譲位し、第87代・四条天皇が即位する。
- 2月 : モンゴル帝国が三峰山の戦いで金に大勝する。

### 1233年
- モンゴル帝国のオゴデイが大真国の蒲鮮万奴を攻撃し、グユク軍が東京（現在の中国遼寧省遼陽）で蒲鮮万奴を捕らえたことで、大真国が滅亡する。

### 1234年
- 2月5日（陰暦正月初十日） : 中国の蔡州にて、金がモンゴル・南宋連合軍によって滅ぼされる。

### 1235年
- 1月18日（文暦元年12月28日） : 日本の九州にて、霧島山御鉢が大噴火を起こす。

### 1236年
- 朝鮮にて、モンゴルの高麗侵攻のさなか、高麗八万大蔵経の板木（初雕本）が焼失する。
- モンゴルのルーシ侵攻が始まる。

### 1237年
- ルーシにて、ウラジーミル大公国・リャザン公国がモンゴル帝国軍の攻撃を受け、諸都市が陥落する。

### 1238年
- タイで、スコータイ王朝が成立。

### 1239年
- ルーシにて、チェルニゴフ公国・ペレヤスラヴリ公国がモンゴル帝国軍の攻撃を受け滅亡する。